# Duh Nibor
Duh Nibor (čitano zdesna na levo: Robin Hud) bio je muzički sastav koji su osnovali učenici tadašnje Osme beogradske gimnazije (danas Treća beogradska gimnazija) u jesen 1981. godine koji su se kretali u trouglu: SKC — DADOV — Muzička škola „Mokranjac“.

## Muzički nastupi
Pored niza grupnih i solističkih nastupa po klubovima Beograda, sastav je bio pozivan da otvara koncerte tada već afirmisanih novotalasnih grupa: Električni orgazam i Du Du A (SKC), VIS Idoli (Hala Pinki), Partibrejkers (Pivara), U škripcu (dvorana Sloga u Sarajevu) i Ekatarina Velika (Dom omladine) Takođe su bili jedini demo sastav koji je zastupao beogradsku rok scenu tokom njenog poslednjeg zajedničkog predstavljanja „Bolje vas našli“ u zagrebačkoj dvorani Kulušić 1985. godine. Duh Nibor je vodeći demo bend beogradskog novog talasa i njegova najbolja predgrupa.
Odlično prihvaćen od strane kritičara, Duh Nibor je bio proglašen za jednu od najvećih nada domaće rok scene u 1984. godini.
Na YU rock momentu (YURM) u Zagrebu 1984. godine, bend je delio pobedničko mesto festivala sa slovenačkom postavom Videoseks.
Hitovi „Ruže“ i „Mala noćna muzika“ bili su prvi na demo top listama beogradskih i zagrebačkih radio stanica. Sastav je nastupao i u televizijskim programima „Petkom u 22“, „Hit meseca“ i novogodišnjem programu.

### Prestanak s radom
Duh Nibor je prestao sa radom u jesen 1985. godine, zato što su čak četiri člana benda, jedan za drugim, morali da idu na odsluženje vojnog roka. Zbog toga, bend nije ostavio za sobom nijedno diskografsko izdanje. Hitova sastava nema čak ni na tadašnjim kompilacijskim izdanjima demo grupa.

## Članovi sastava
- Igor Pervić (vokal)
- Milan Dragović (gitara do 1984)
- Miroslav Filipović (gitara od 1984)
- Dejan Stefanović (sintisajzer)
- Relja Mirković (bubnjevi)
- Dušan Petrović (bas)
- Igor Pervić se posvećuje pevačkoj i glumačkoj karijeri.[7][8]
- Milan Dragović nastavlja da svira gitaru u Dr Spira i ljudska bića.
- Miroslav Filipović, inače po struci elektrotehničar, pre nego što je sasvim odustao od muzike, osnovao je još jedan demo-bend pod imenom PPD, zajedno s basistom Dušanom Petrovićem i drugim basistom Vladimirom Perićem (Talent Factory), u kojem je pevao, svirao gitaru i programirao ritam-mašinu. Ta grupa je svojim kratkim postojanjem privukla veliku pažnju beogradske publike svojom profesionalnošću i za u to vreme visokom produkcijom[тражи се извор]. Tokom 1985. i 1986. u tri navrata su samostalno nastupali u maloj sali SKC-a[тражи се извор]. PPD je skraćeno od Pera, Philip i Dušan.
- Dejan Stefanović se okušao kao basista u sastavu Morbidi i Mnoći, čiji je lider bio reditelj Milorad Milinković zvani Debeli koji je takođe režirao i filmove "Mrtav 'ladan".[9] i "Potera za Sreć(k)om"[10]
- Relja Mirković je možda najbolji bubnjar iz ere Novog talasa[тражи се извор]. Osim u Duhu Niboru, verovatno se najbolje snalazio u bendovima Surla Hor i Nesalomivi.
- Dušan Petrović, basista, nakon raspada Duha Nibora svirao je tokom 1991. sa EKV.[11] Kao saksofonista, Petrović potom svira u sastavima Plejboj, Eyesburn, Vlada Divljan Old Stars Band[12] Takođe predvodi Menson Benson sekstet i Dvojac bez kormilara[13] Pod pseudonimom TRENDY EFFENDI od 2007. učestvuje u radu italijansko-srpskog rok-džez eksperimentalnog sastava MIONA[14] sa Mionom Babić na čelu.

## Literatura
- Janjatović, Petar (2003). Ex YU rock enciklopedija. Beograd: Čigoja štampa.  137175308.

## Spoljašnje veze
- Duh Nibor
- Pesme
- Fotografije